# Harry Klinefelter
Harry Fitch Klinefelter Jr. (20. března 1912 Baltimore – 20. února 1990) byl americký revmatolog a endokrinolog. Je po něm pojmenován Klinefelterův syndrom.

## Životopis
Klinefelter nejprve studoval na University of Virginia v Charlottesville a poté získal lékařský titul na Univerzitě Johnse Hopkinse. Po promoci v roce 1937 pokračoval ve vzdělávání v oboru vnitřního lékařství v nemocnici Johnse Hopkinse. V letech 1941 až 1942 pracoval Klinefelter v Massachusetts General Hospital v Bostonu; pod dohledem Fullera Albrighta popsal skupinu devíti mužů s „gynekomastií, aspermatogenezí bez aleydigismu a zvýšeným vylučováním folikulostimulačního hormonu“, což byl první popis toho, co se později nazývalo Klinefelterův syndrom. Zpočátku měl podezření, že se jedná o endokrinní poruchu, a postuloval přítomnost druhého testikulárního hormonu, ale v roce 1959 Patricia A. Jacobsová a Dr. J. A. Strong (Western General Hospital a Edinburská univerzita) prokázali, že u pacienta s fenotypem Klinefelterova syndromu byl přídatný chromozom X (47 XXY). Klinefelter později potvrdil, že příčina je spíše chromozomální než hormonální.
Klinefelter sloužil v letech 1943–1946 v ozbrojených silách a poté se vrátil na univerzitu Johnse Hopkinse, kde zůstal po celý svůj profesní život. V roce 1966 byl jmenován docentem. Do důchodu odešel ve věku 76 let.